# Мустецешть
Мустецешть, Мустецешті (рум. Mustățești) — село у повіті Арджеш в Румунії. Входить до складу комуни Валя-Яшулуй.
Село розташоване на відстані 139 км на північний захід від Бухареста, 39 км на північ від Пітешть, 118 км на північний схід від Крайови, 89 км на південний захід від Брашова.

## Населення
За даними перепису населення 2002 року у селі проживали 659 осіб, усі — румуни. Усі жителі села рідною мовою назвали румунську.